# Club Unión Florida
El Club Unión Florida es una entidad deportiva de Argentina con sede en la localidad de Florida Oeste, provincia de Buenos Aires. El club se encuentra afiliado a la Confederación Argentina de Básquetbol y a la Asociación de Clubes de Básquetbol y participa en la Liga Femenina de Básquetbol, donde se consagró campeón de la primera edición del torneo nacional en 2017.

## Historia
El club fue fundado el 25 de mayo de 1929. Desarrolla distintas actividades deportivas como el fútbol o el patín artístico, pero su fuerte se encuentra en el basquetbol femenino, disciplina en la que compite a nivel regional en los torneos de la Federación Metropolitana (FEBAMBA/AFMB) y a nivel nacional en los organizados por la CABB y la Asociación de Clubes de Básquetbol.
Participó en distintas ediciones de la extinta Liga Nacional de Básquet Femenino organizada por FFBRA, siendo uno de los protagonistas del torneo en la primera década del siglo XXI al consagrarse campeón en 2005 y subcampeón en 2004, 2006, 2007, 2009 y 2010. Tras la desaparición de la Liga Nacional y su reemplazo por el Campeonato Argentino Femenino de Clubes de Básquet, el club se alzó con la primera edición del torneo en 2012. En 2014 el Campeonato Argentino fue a su vez reemplazado por el Torneo Federal Femenino, y Unión Florida se quedó con su primera edición al vencer a Vélez Sarsfield por 62-47, culminando con cinco jugadoras por encima de la decena de puntos en la final: Carla Miculka y Melisa Gretter con 15 cada una, mientras que Verónica Soberón, Agostina Burani y Natalia Teodori alcanzaron los diez puntos. Al año siguiente la Confederación Argentina de Básquet instituyó un nuevo torneo, la SuperLiga Femenina y nuevamente el club se alzó con el trofeo máximo en su primera participación. A estos logros nacionales se le sumaron a nivel regional la obtención de los campeonatos metropolitanos de 2010, 2011 y 2013 (apertura y clausura), por lo que el club fue señalado por la prensa como «el más ganador de la década en el básquet femenino argentino».
En 2017 y nuevamente de la mano de Carla Miculka y Melisa Gretter consiguió quedarse con la primera edición de la Liga Femenina de Básquetbol, instaurada como nueva instancia máxima nacional del basquetbol femenino de clubes. En 2022 llegó a las semifinales de la Liga, donde cayó ante Corrientes Básquet en dos partidos, pero tuvo revancha al quedarse con la Liga Federal Femenina de ese mismo año tras derrotar 72-51 a Pacífico de Neuquén en una final disputada en Mar del Plata. Por este hecho el club y sus jugadoras recibieron un reconocimiento del Concejo Deliberante de la localidad de Vicente López.
En el segundo tramo de la Liga Femenina de Básquetbol 2023-24, denominado Torneo 2024, logró llegar a la final, donde venció a Obras Sanitarias por 3-1 en una serie al mejor de cinco partidos, consagrándose así campeón. Su balance final en el torneo fue de 19 partidos ganados y 10 perdidos, pero solo dos de estas derrotas fueron en instancias de play-offs. Su jugadora emblema Carla Miculka se llevó el trofeo a jugadora más valiosa de las finales tras lograr un "doble-doble" de 11 puntos y 14 rebotes en el último partido de las finales. La obtención del trofeo le permitió participar de la Liga Femenina de Baloncesto de las Américas 2024, donde consiguió el tercer puesto, siendo el primer equipo argentino en subirse al podio de la competencia.
Varias de sus jugadoras han integrado la Selección femenina de básquetbol de Argentina, como Diana Cabrera, Melisa Gretter y Agostina Burani y las medallistas panamericanas de 2023 Carla Miculka y Delfina Saravia. En 2020 Gregorio Martínez, exentrenador del equipo campeón del Torneo Federal en 2014, la Superliga en 2015 y la Liga Nacional Femenina 2017 fue designado por la CABB como nuevo técnico de la selección nacional femenina.

## Palmarés
- Subcampeón - Liga Nacional de Básquet Femenino 2004
- Campeón - Liga Nacional de Básquet Femenino 2005
- Subcampeón - Liga Nacional de Básquet Femenino 2006, 2007, 2009, 2010
- Campeón - Torneo Metropolitano 2010, 2011, 2013 (Apertura y Clausura)
- Campeón - Campeonato Argentino Femenino de Clubes de Básquet 2012
- Campeón - Torneo Federal Femenino de Básquetbol 2014
- Subcampeón - Torneo Metropolitano 2015
- Campeón - SuperLiga Femenina de Básquet de Argentina de 2015
- Campeón - Liga Femenina de Básquetbol 2017
- Campeón - Liga Federal Femenina de Básquetbol 2022
- Campeón - Liga Femenina de Básquetbol 2024